# British Poetry Revival
British Poetry Revival, eller Återupplivandet av Brittisk Poesi, är den allmänna benämningen på en löst sammansatt poetisk riktning i Storbritannien. Den ägde rum under 1960- och 70-talen, och var en modernistiskt inspirerad reaktion på en äldre litterär inriktning kallad The Movement och dess konservativt strama och intellektuella hållning. Pete Brown, Lee Harwood, Tom Raworth, Anselm Hollo och J.H. Prynne brukar räknas till de poeter som vitaliserade den brittiska poesin igen, bland många andra. 

## Samlingsverk
- Michael Horovitz (red.): Children of Albion: Poetry of the underground in Britain (Penguin books, 1969)

### Svenska
- Sven Collberg / Gunnar Harding: Dikter från Londons underground av Bob Cobbing, Adrian Mitchell, Pete Brown, Spike Hawkins och Anselm Hollo. Även ett längre avsnitt med dikter av Tom Raworth (Lyrikvännen nr 5/1971)